# Comissari d'exposicions
|  | Per a altres significats, vegeu «Comissari de policia». |

En el camp de l'art, s'anomena comissari o comissària, o amb termes complets i per evitar ambiguitat, comissari/ària d'exposicions, a la persona que concep i construeix el discurs d'una exposició d'art. La professió s'anomena comissariat. En aquest context, comissariar significa també seleccionar objectes i arranjar-los per tal d'obtenir l'efecte desitjat. Normalment, això vol dir trobar la manera d'enllaçar temàticament un conjunt d'obres, o bé trobar obres que es corresponguin al tema triat. A més de seleccionar les obres, el comissari és el responsable de coordinar o fer el redactat de les etiquetes, els escrits del catàleg, i altres continguts de suport per a l'exposició. Els comissaris poden ser membres permanents del personal, comissaris convidats procedents d'alguna organització o universitat, o bé comissaris autònoms treballant com a assessors.